# Криптосистема Крамера – Шоупа
Криптосистема Крамера–Шоупа (англ. Cramer–Shoup system) — алгоритм шифрования с открытым ключом. Первый алгоритм, доказавший свою устойчивость к атакам на основе адаптивно подобранного шифротекста
. Разработан Рональдом Крамером и Виктором Шоупом в 1998 году. Безопасность алгоритма основана предположении Диффи–Хеллмана о различении.  Является расширением схемы Эль-Гамаля, но в отличие от схемы Эль-Гамаля данный алгоритм неподатлив (взломщик не может подменить шифротекст на другой шифротекст, который бы расшифровывался в текст, связанный с исходным, т.е. являющийся некоторой функцией от него). Эта устойчивость достигается за счет использования универсальной однонаправленной хеш-функции и дополнительных вычислений, что приводит к получению зашифрованного текста, который в два раза больше, чем в схеме Эль-Гамаля.

## Атака на основе подобранного шифротекста
Криптографическая атака, при которой криптоаналитик собирает информацию о шифре путем подбора зашифрованного текста и получения его расшифровки при неизвестном ключе. Криптоаналитик может воспользоваться устройством расшифрования несколько раз для получения шифротекста в расшифрованном виде. Используя полученные данные, он может попытаться восстановить секретный ключ для расшифровки. Атака на основе подобранного шифротекста может быть адаптивной и неадаптивной.
Было хорошо известно, что многие широко используемые криптосистемы были уязвимы для такой атаки, и в течение многих лет считалось, что атака нецелесообразна и представляет лишь теоретический интерес. Все начало меняться в конце 1990-х годов, особенно когда Даниэль Блайхенбахер продемонстрировал на практике атаку на основе подобранного шифротекста на серверы SSL с использованием формы шифрования RSA.

### Неадаптивная атака
При неадаптивной атаке криптоаналитик не использует результаты предыдущих расшифровок, то есть шифротексты подбираются заранее. Такие атаки называют атаками в обеденное время (lunchtime или CCA1).

### Адаптивная атака
В случае адаптивной атаки криптоаналитик адаптивно подбирает шифротекст, который зависит от результатов предыдущих расшифровок (CCA2).
Устойчивость к адаптивной атаке можно расммотреть на примере игры:
- Запускается алгоритм генерации ключа в схеме шифрования с соответствующей длиной ключа, подаваемой на вход.
- Противник выполняет серию произвольных запросов к оракулу дешифрования, таким образом дешифровывая шифротексты по его выбору.
- Противник выбирает два сообщения {\displaystyle {m}_{0},{m}_{1}} и отправляет их к оракулу шифрования.
- Оракул шифрования случайно выбирает бит {\displaystyle b\in {0,1}}, затем шифрует {\displaystyle {m}_{b}}, который передается противнику (подбрасывание монетки для выбора бита {\displaystyle b} скрыто от противника).
- Противник снова выполняет серию произвольных запросов к оракулу дешифрования с одним лишь ограничением, что запрос должен отличаться от сообщения, полученного им от оракула шифрования.
- Противник выдает бит {\displaystyle {b}_{1}\in {0,1}}  - предполагаемое значение бита {\displaystyle b}, выбранного оракулом шифрования на шаге 4. Если {\displaystyle {P}_{r}({b}_{1}=b)\leq 1/2+E}, то превосходство противника считается равным {\displaystyle E}.

## Задача Диффи-Хеллмана о различении
Существует несколько эквивалентных формулировок задачи Диффи-Хеллмана о различении. Та, которую мы будем использовать, выглядит следующим образом.
Пусть {\displaystyle G}— группа порядка {\displaystyle q}, где {\displaystyle q} — большое простое число. Также {\displaystyle {Z}_{q}} — {\displaystyle \{0,1,\dots ,q-1\}}. И имеется два распределения:
- Распределение {\displaystyle R} случайных четверок {\displaystyle ({g}_{1},{g}_{2},{u}_{1},{u}_{2})\in G^{4}}.
- Распределение {\displaystyle D} четверок {\displaystyle ({g}_{1},{g}_{2},{u}_{1},{u}_{2})\in G^{4}} , где {\displaystyle {g}_{1},{g}_{2}} - случайны, а {\displaystyle {u}_{1}={g}_{1}^{r},{u}_{2}={g}_{2}^{r}} для случайного {\displaystyle r\in {Z}_{q}}.

Алгоритмом, который решает задачу Диффи-Хеллмана, называется такой вероятностный алгоритм {\displaystyle A}, который может эффективно различить перечисленные два распределения. То есть алгоритм, принимающий на вход одно из двух распределений, должен выдать 0 или 1, а также {\displaystyle P(A(x)=1|x\in R)-P(A(x)=1|x\in D)} стремится к 0.
Задача Диффи-Хеллмана о различении трудна, если такого полиномиального вероятностного алгоритма не существует.

## Базовая схема
Пусть у нас есть группа {\displaystyle G} порядка {\displaystyle q}, где {\displaystyle q} — большое простое число. Сообщения — это элементы {\displaystyle \in G}. Также мы используем универсальное семейство односторонних хеш-функций, которое отображает длинные битовые строчки в элементы {\displaystyle {Z}_{q}}, где {\displaystyle {Z}_{q}} — {\displaystyle \{0,1,\dots ,q-1\}}.

### Генерация ключа
Алгоритм генерации ключей работает следующим образом:
- Алиса генерирует случайные {\displaystyle g_{1},g_{2}\in G} и случайные элементы {\displaystyle ({x}_{1},{x}_{2},{y}_{1},{y}_{2},z)\in {Z}_{q}}
- Алиса вычисляет {\displaystyle c={g}_{1}^{x_{1}}g_{2}^{x_{2}},d={g}_{1}^{y_{1}}g_{2}^{y_{2}},h={g}_{1}^{z}}.
- Выбирается хеш-функция {\displaystyle H} из универсального семейства односторонних хеш-функций. Публичный ключ - {\displaystyle ({g}_{1},{g}_{2},{c},{d},{h},{H})}, скрытый ключ -  {\displaystyle ({x}_{1},{x}_{2},{y}_{1},{y}_{2},z)} .

### Шифрование
Дано сообщение {\displaystyle m\in G}. Алгоритм шифрования работает следующим образом
- Боб случайно выбирает {\displaystyle {k}\in {Z}_{q}}.
- Боб вычисляет следующие значения:
  - {\displaystyle u_{1}={g}_{1}^{k},u_{2}={g}_{2}^{k}};
  - {\displaystyle e=h^{k}m};
  - {\displaystyle \alpha =H(u_{1},u_{2},e)}, где {\displaystyle H()} - это универсальная односторонняя хеш-функция;
  - {\displaystyle v=c^{k}d^{k\alpha }};
- Боб отправляет зашифрованный текст {\displaystyle (u_{1},u_{2},e,v)} Алисе.

### Дешифрование
Получив зашифрованный текст {\displaystyle (u_{1},u_{2},e,v)} и используя закрытый ключ {\displaystyle (x_{1},x_{2},y_{1},y_{2},z)}:
- Алиса вычисляет {\displaystyle \alpha =H(u_{1},u_{2},e)\,}.
- Алиса проверяет условие {\displaystyle {u_{1}}^{x_{1}}{u_{2}}^{x_{2}}{u_{1}}^{{y_{1}}\alpha }u_{2}^{{y_{2}}\alpha }=v}.  Если условие не выполняется, то протокол завершается с отказом дешифрования. Иначе выводится сообщение {\displaystyle m=e/{u}_{1}^{z}}.

### Корректность протокола
Проверим корректность шифровальной схемы (расшифровка зашифрованного сообщения выдает это самое сообщение). Учитывая, что {\displaystyle {u}_{1}={g}_{1}^{r}} и {\displaystyle {u}_{2}={g}_{2}^{r}}, имеем {\displaystyle {u}_{1}^{x_{1}}u_{2}^{x_{2}}={g}_{1}^{{x}_{1}{r}}{g}_{2}^{{x}_{2}{r}}={c}^{r}}. Также {\displaystyle {u}_{1}^{y_{1}}{u}_{2}^{y_{2}}={d}^{r}} и {\displaystyle {u}_{1}^{z}={h}^{z}}. Поэтому проверка дешифрования проходит успешно и выводится исходное сообщение {\displaystyle m=e/{u}_{1}^{z}}.

## Упрощенная схема

### Отличия от базовой схемы
Для достижения безопасности к неадаптивным атакам (и только им) можно значительно упростить протокол, не использовав {\displaystyle d,{y_{1}},{y_{2}},H()}. При шифровании мы используем {\displaystyle v={c}^{k}}, а при дешифровании проверяем, что {\displaystyle v={u_{1}}^{x_{1}}{u_{2}}^{x_{2}}}.

### Пример упрощенной схемы
Пусть у нас есть группа {\displaystyle G} порядка {\displaystyle q=13}. Соответственно {\displaystyle {Z}_{13}} — {\displaystyle \{0,1,\dots ,12\}}.

#### Генерация ключа
Алгоритм генерации ключей работает следующим образом:
- Алиса генерирует случайные {\displaystyle g_{1}=5,g_{2}=7\in G} и случайные элементы {\displaystyle ({x}_{1}=8,{x}_{2}=4,z=9)\in {Z}_{q}}
- Алиса вычисляет {\displaystyle c=5^{8}*7^{4},h=5^{9}}.
- Публичный ключ - {\displaystyle ({g}_{1},{g}_{2},{c},{h})=(5,7,5^{8}*7^{4},5^{9})} , скрытый ключ -  {\displaystyle ({x}_{1},{x}_{2},z)=(8,4,9)}.

#### Шифрование
Дано сообщение {\displaystyle 3\in G}. Алгоритм шифрования работает следующим образом
- Боб случайно выбирает {\displaystyle {5}\in {Z}_{q}}.
- Боб вычисляет следующие значения:
  - {\displaystyle u_{1}=5^{5},u_{2}=7^{5}};
  - {\displaystyle e=(5^{9})^{5}*3};
  - {\displaystyle v=(5^{8}*7^{4})^{5}};
- Боб отправляет зашифрованный текст {\displaystyle (u_{1},u_{2},e,v)=(5^{5},7^{5},(5^{9})^{5}*3,(5^{8}*7^{4})^{5}} Алисе.

#### Дешифрование
Получив зашифрованный текст {\displaystyle (5^{5},7^{5},(5^{9})^{5}*3,(5^{9})^{5}*3)} и используя закрытый ключ {\displaystyle (8,4,9)}:
- Алиса проверяет условие {\displaystyle (5^{5})^{8}*(7^{5})^{4}=(5^{5})^{8}*(7^{5})^{4}}.
- Условие выполняется, поэтому выводится зашифрованное Бобом сообщение {\displaystyle 3=((5^{9})^{5}*3)/(5^{5})^{9}}.

## Доказательство безопасности

### Теорема
Криптосистема Крамера-Шоупа устойчива к атакам на основе адаптивно подобранного шифротекста при выполнении следующих условий:
- Хеш-функция {\displaystyle {H}} выбирается из универсального семейства односторонних хеш-функций.
- Задача Диффи-Хеллмана о различении трудна для группы {\displaystyle {G}}.

Доказательство: чтобы доказать теорему, мы предположим, что существует противник, который может взломать протокол, и покажем, что при выполнении условия на хеш-функцию получается противоречие с условием на задачу Диффи-Хеллмана. На вход нашему вероятностному алгоритму подается {\displaystyle ({g}_{1},{g}_{2},{u}_{1},{u}_{2})} из распределения {\displaystyle R} или {\displaystyle D}. На поверхностном уровне конструкция будет выглядеть следующим образом: мы построим симулятор, который будет выдавать совместное распределение, состоящее из видения взломщиком криптосистемы после серии атак и скрытого бита b, генерируемого оракулом генерации (не входит в видение взломщика, скрыто от него). Идея доказательства: мы покажем, что если на вход подается распределение из {\displaystyle D}, то симуляция пройдет успешно, а противник будет иметь нетривиальное превосходство в угадывании случайного бита b. Также мы покажем, что если на вход подается распределение из {\displaystyle R}, то видение противника не зависит от {\displaystyle b}и {\displaystyle a}, и, значит, превосходство противника будет ничтожно мало (меньше обратного полинома). Отсюда можно построить различитель распределений {\displaystyle R} и {\displaystyle D}: запускаем симулятор криптосистемы (выводит {\displaystyle b}) и взломщика (выводит {\displaystyle {b}_{1}}) одновременно и выдаем {\displaystyle 1}, если {\displaystyle b={b}_{1}} и {\displaystyle 0}в противном случае.

### Построение симулятора
Схема симуляции генерации ключа выглядит следующим образом:
- На вход симулятору поступает {\displaystyle ({g}_{1},{g}_{2},{u}_{1},{u}_{2})}.
- Симулятор использует заданные {\displaystyle ({g}_{1},{g}_{2})}.
- Симулятор выбирает случайные величины {\displaystyle ({x}_{1},{x}_{2},{y}_{1},{y}_{2},{z}_{1},{z}_{2})\in {Z}_{q}}.
- Симулятор вычисляет {\displaystyle c={g}_{1}^{{x}_{1}}{g}_{2}^{{x}_{2}},d={g}_{1}^{{y}_{1}}{g}_{2}^{{y}_{2}},h={g}_{1}^{{z}_{1}}{g}_{2}^{{z}_{2}}}.
- Симулятор выбирает случайную хеш-функцию {\displaystyle H} и выдает публичный ключ {\displaystyle ({g}_{1},{g}_{2},c,d,h,H)}. Скрытый ключ симулятора: {\displaystyle ({x}_{1},{x}_{2},{y}_{1},{y}_{2},{z}_{1},{z}_{2})}.

Можно заметить, что генерация ключа симулятора отличается от генерации ключа в протоколе (там {\displaystyle {z}_{2}=0}).
Симуляция дешифрования. Происходит так же, как и в протоколе, с той разницей, что {\displaystyle m=e/({u}_{1}^{{z}_{1}}+{u}_{2}^{{z}_{2}})}
Симуляция шифрования. Получая на вход {\displaystyle {m}_{0},{m}_{1}}, симулятор выбирает случайное значение {\displaystyle b\in {0,1}}, вычисляет {\displaystyle e={u}_{1}^{{z}_{1}}{u}_{2}^{{z}_{2}}{m}_{b},\alpha =H({u}_{1},{u}_{2},e,v),v={u}_{1}^{{x}_{1}+{y}_{1}\alpha }{u}_{2}^{{x}_{2}+{y}_{2}\alpha }}и выводит {\displaystyle ({u}_{1},{u}_{2},v,e)}. Теперь доказательство теоремы будет следовать из следующих двух лемм.

### Леммы
Лемма 1. Если на вход симулятору подается распределение из {\displaystyle D}, то совместное распределение видения взломщиком криптосистемы и скрытого бита {\displaystyle b} статистически неразличимо от настоящей атаки криптосистемы.
Лемма 2. Если на вход симулятору подается распределение из {\displaystyle R}, то распределение скрытого бита {\displaystyle b} не зависит от распределения видения взломщика.